# Cikava, Grosuplje
Cikava este o localitate din comuna Grosuplje, Slovenia, cu o populație de 219 locuitori.